# Silvia Dal Negro
Silvia Dal Negro (* 19. Mai 1968 in Zürich) ist eine italienische Sprachwissenschafterin und Professorin an der Freien Universität Bozen, Standort Brixen. Ihre Forschungsschwerpunkte sind Mehrsprachigkeit, Sprachkontakt und Spracherziehung, wobei sie vornehmlich die Verhältnisse in der Autonomen Provinz Bozen – Südtirol sowie die am Südhang der Alpen in Formazza, Issime und Rimella gesprochenen Walserdialekte analysiert.

## Leben
Dal Negro studierte an den Universitäten Bergamo, Pavia und Zürich ausländische Sprachen und Literaturen sowie Linguistik. Ihre Masterarbeit, die sie 1992 in Bergamo abschloss, handelte vom Deutsch der Kinder italienischer Einwanderer in der Deutschschweiz (Secondos). In ihrer Dissertation Mantenimento, variazione e morte della lingua nel Walser di Formazza von 1998, die sie in Pavia einreichte, analysierte sie den gegenwärtigen prekären Zustand der höchstalemannischen Mundart von Formazza/Pomatt auf der Grundlage eines eigens erhobenen Sprachkorpus (2004 unter dem Titel The Decay of a Language auch auf Englisch erschienen).
Von 1998 bis 2006 forschte Dal Negro an der Università del Piemonte Orientale (Universität des Westpiemonts). 2006 wurde sie assoziierte Professorin an der 1997 gegründeten Freien Universität Bozen, wo sie 2019 zur ordentlichen Professorin ernannt wurde. Hier widmet sie sich hauptsächlich der komplexen Sprachsituation in Südtirol.

## Publikationen (Auswahl)
- Mantenimento, variazione e morte della lingua nel Walser di Formazza. In: Silvia Dal Negro, Carla Willeit, Alessandra Carpene: Studi su fenomeni, situazioni e forme del bilinguismo (= Educazione bilingue. Band 20). A cura di Augusto Carli. Franco Angeli u. a., Mailand u. a. 1999, ISBN 88-464-1702-X, S. 17–121.
- The Decay of a Language. The Case of a German Dialect in the Italian Alps. Peter Lang, Bern u. a. 2004, ISBN 3-03910-212-5 (Überarbeitung der Dissertation, Universität Pavia, 1998).
- mit Federica Guerini: Contatto. Dinamiche ed esiti del plurilinguismo (= Aracne. Band 10: Scienze dell’antichità, filologico-letterarie e storico-artistiche. 273). Aracne, Rom 2007, ISBN 978-88-548-1209-3.
- mit Monica Valenti, Michele Musso: Issime, una comunità plurilingue: l’analisi di un corpus. Associazione Augusta, Aosta 2008.
- mit Simone Ciccolone: Comunità bilingui e lingue in contatto. Uno studio sul parlato bilingue in Alto Adige (= Athenaeum. Band 11). Caissa, Cesena 2021, ISBN 978-88-6729-125-0.

Als Mitherausgeberin:
- mit Raffaella Bombi, Mari D’Agostino, Rita Franceschini: Atti del 10° Congresso dell’Associazione Italiana di Linguistica Applicata. Lingue e culture in contatto. In memoria di Roberto Gusmani. Bolzano, 18–19  febbraio  2010 (= Pubblicazioni della Associazione Italiana di Linguistica Applicata. Band 9). Guerra, Perugia 2011, ISBN 978-88-557-0382-6.
- mit Federica Guerini: Italian Sociolinguistics: Twenty years on (= International Journal of the Sociology of Language.  Band 210, ISSN 0165-2516). de Gruyter Mouton, Berlin u. a. 2011, (online).
- mit Federica Guerini, Gabriele Iannàccaro: Elaborazione ortografica delle varietà non standard. Esperienze spontanee in Italia e all’estero (= Biblioteca di linguistica e filologia. Band 2). Bergamo University Press u. a., Bergamo 2015, ISBN 978-88-6642-192-4.
- mit Emilia Calaresu: Attorno al soggetto. Percorsi di riflessione tra prassi didattiche, libri di testo e teoria (= Studi AItLA. Band 6). Officinaventuno u. a., Mailand u. a. 2018, ISBN 978-88-97657-20-0.
- mit Antonietta Marra: Lingue minoritarie tra localismi e globalizzazione (= Studi AItLA. Band 11). Officinaventuno u. a., Mailand u. a. 2020, ISBN 978-88-97657-36-1.